# 万寿寺 (大分市)

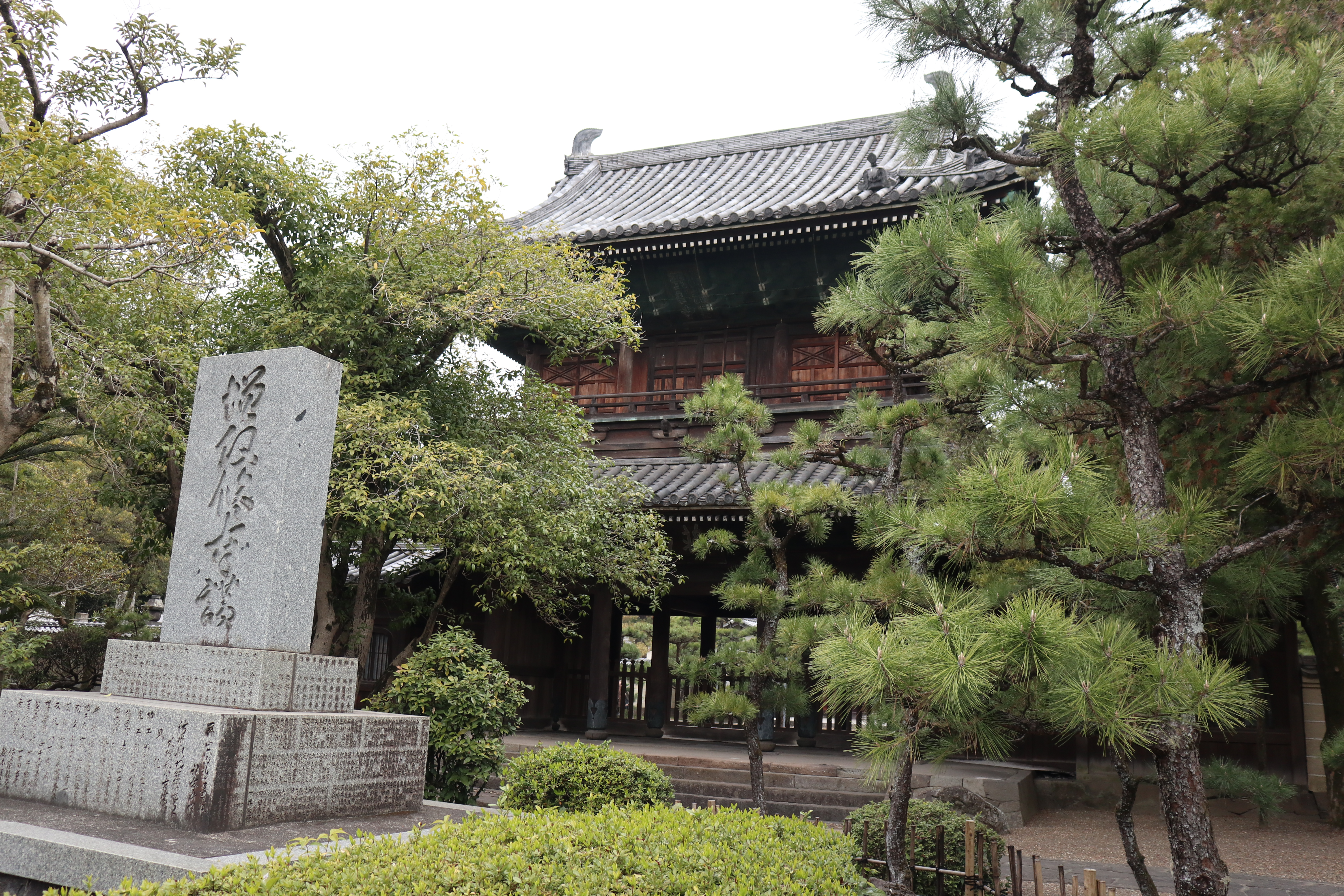
万寿寺山門

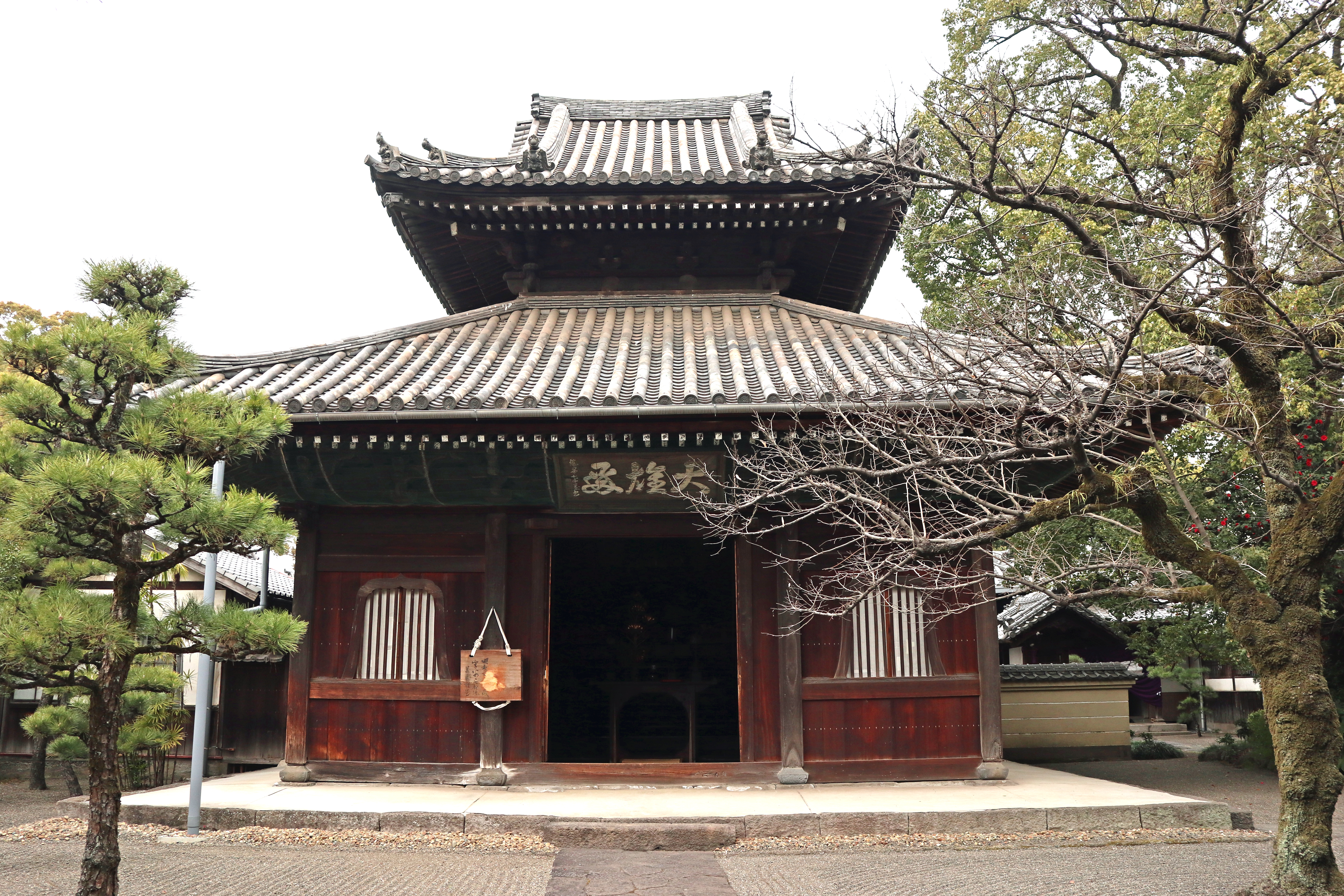
万寿寺仏殿

万寿寺（まんじゅじ）は、大分県大分市金池町にある臨済宗妙心寺派の寺院である。山号は蔣山（まこもさん、しょうざん）。本尊は釈迦三尊像。萬壽興聖禅寺とも言う。

## 由緒

### 旧万寿寺
伝説では、平安時代初期、百合若大臣というこの地域の有力者が屋敷を不在にしていた間に反逆が起き、家臣の娘の万寿姫が妃の身代わりとなって蔣ヶ池（まこもヶ池）に沈められ、その菩提を弔うために建立されたのが万寿寺であるとされる。また、現在の山号の蔣山も蔣ヶ池に因むものだという。
実際には、1306年（徳治元年）、大友氏第5代当主大友貞親が、足利泰氏の子で博多の承天寺住職の直翁智侃和尚を開山に迎えて、現在の元町に開いたもので（荒廃していた寺院を再興したともされる）、室町時代に初期には十刹に列せられた。第6代当主大友貞宗の代には、雪村友梅、天境霊致、中巌円月らの名僧が万寿寺を訪れた。
南北朝時代には、高崎山城に拠点を置く北朝方を攻める際に、南朝方の菊池氏らがこの寺に本拠を置いた。
当寺はたびたび兵火や火災により焼失しており、記録の残っている大火だけでも1486年（文明18年）、1492年（明応元年）、1514年（永正11年）、1586年（天正14年）の4度に及ぶ。このうち、1586年（天正14年）には、島津軍の豊後侵入（豊薩合戦）により、府内の街もろとも焼失し、その後長らく再建されることはなかった。なお、信頼性に劣る資料であるが、江戸時代の軍記物『両豊記』によれば、1570年（元亀元年）正月に、嫌疑をかけられた大友家の家臣を万寿寺がかくまったため、大友義鎮（宗麟）が万寿寺を焼き払うよう下知したという。また、『大友記』でも、キリスト教に改宗した義鎮（宗麟）が魔宗である豊後国中の大寺、大社を破却するように命じ、万寿寺に火をかけたとしている。
中世の府内中心部に位置する大友氏館跡及び旧万寿寺跡は近年発掘調査が進んでおり、旧万寿寺の遺構からは、「紅地金襴手宝相華文碗」（こうじきんらんでほうそうげもんわん、国内初出土）や「褐釉陶器水注」（かつゆうとうきすいちゅう、国内で2例目の出土）といった希少な陶磁器等が発掘されている。2005年（平成17年）には、すでに国の史跡に指定されていた大友氏館跡に、万寿寺跡が追加指定されるとともに、史跡の名称が大友氏遺跡に変更されている。

### 現存する万寿寺

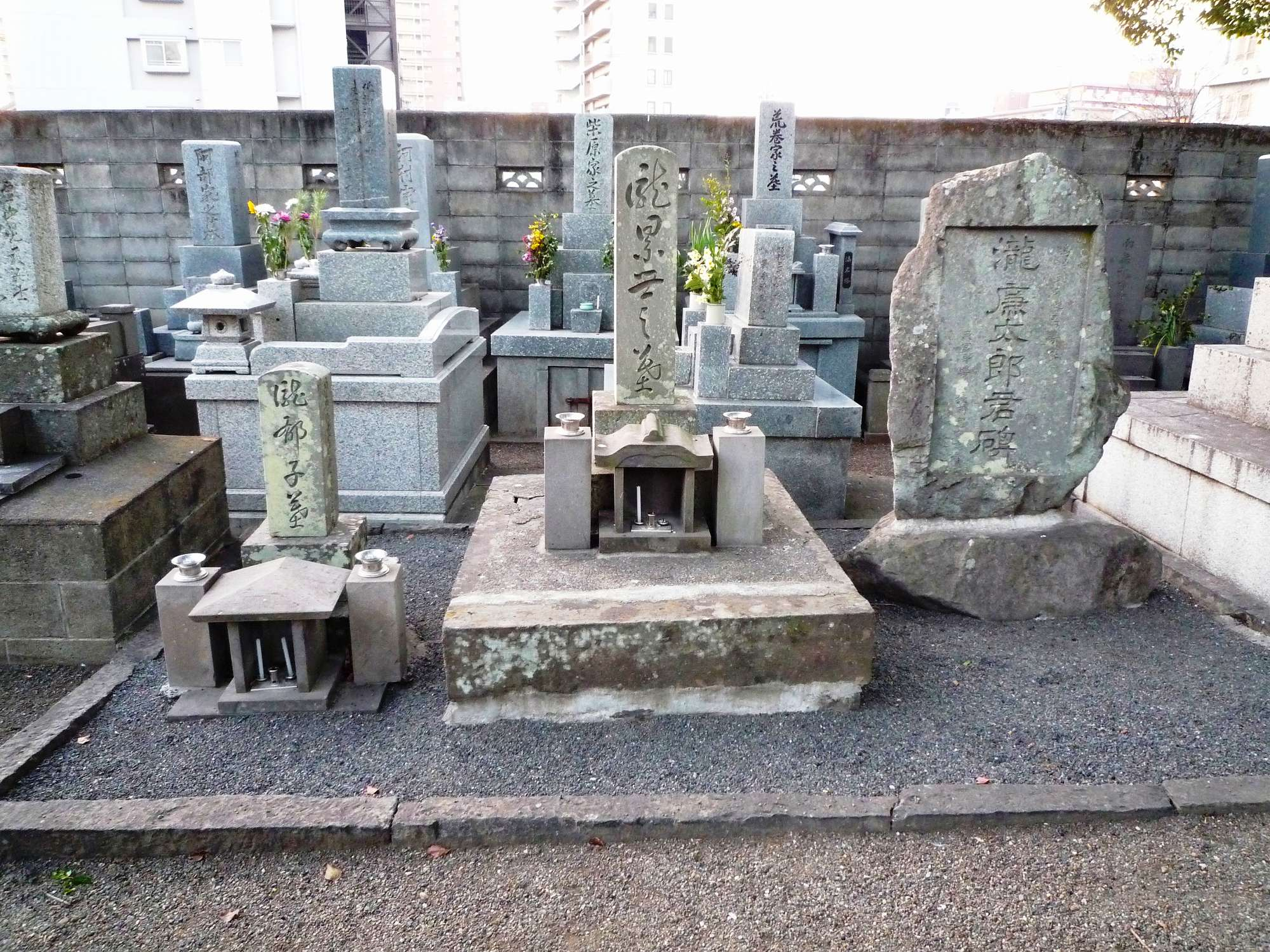
瀧廉太郎の墓（移設前）

江戸時代に入ると、玉英という僧が府内藩初代藩主の竹中重利の許可を得て現在地に草庵を営んだ。これを継いだ丹山は第2代藩主竹中重義（重興）の援助を受けて寛永年間（1624年-1644年）に堂宇を再建し、中興の祖とされた。
境内墓地にはかつて瀧廉太郎の墓や記念碑があった。これは、当寺の近くに住んでいた廉太郎の父が建てたものである。しかし、瀧家は日出藩の家老を務めた家系で、代々の墓は大分県速見郡日出町の龍泉寺にあるため、親族の意向を受け、廉太郎の墓等は2011年（平成23年）3月に龍泉寺に移設された。

## 文化財
- 万寿寺石造国東塔 - 大分市登録有形文化財[12]

## 別院

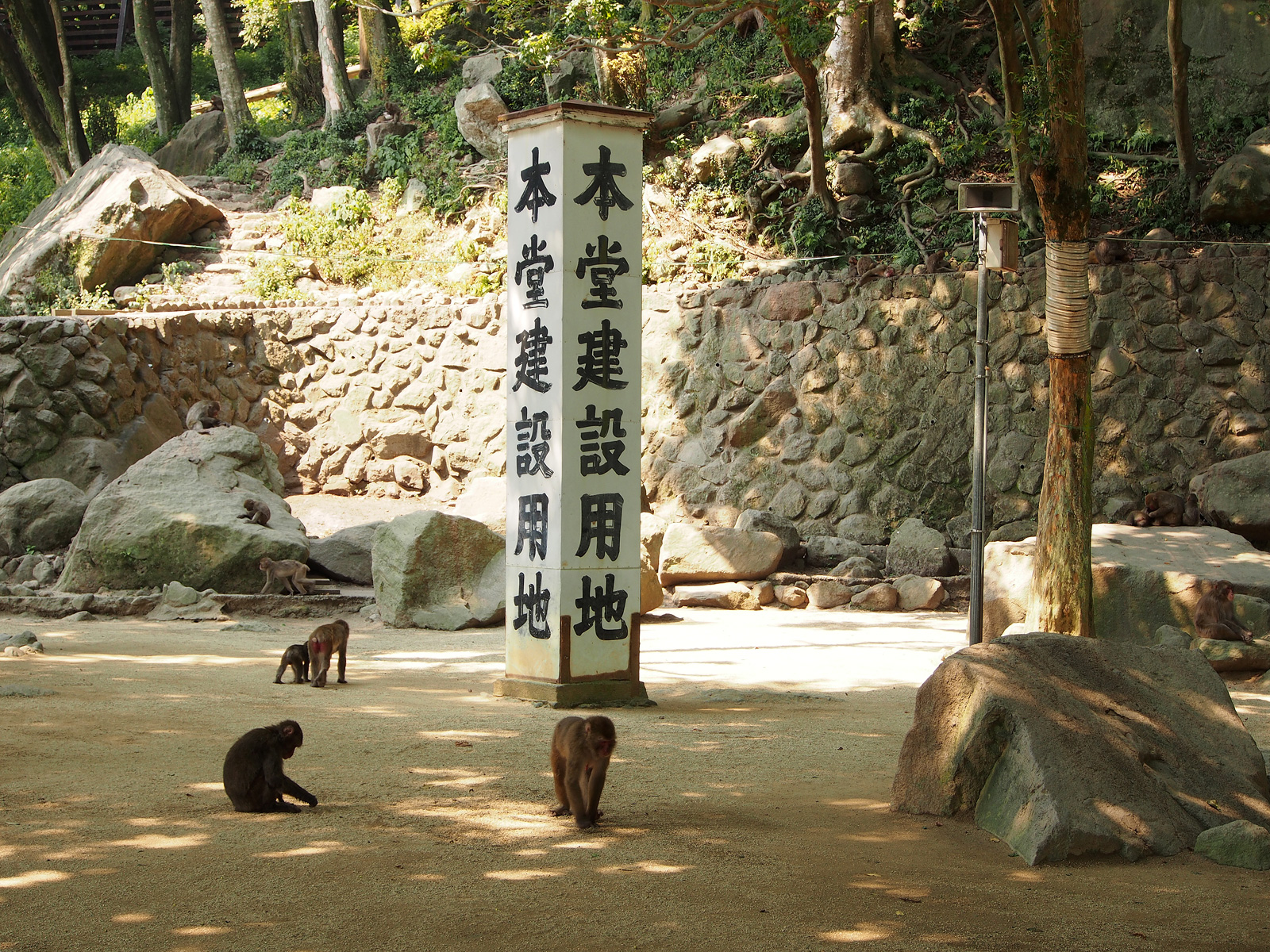
高崎山自然動物園のサル寄せ場に立てられた「本堂建設用地」の看板

ニホンザルの餌付けで知られる大分市西部高崎山の高崎山自然動物園には、当寺の別院がある。1936年（昭和11年）に当時万寿寺の居士であり、高崎山山麓の土地を所有していた北九州の実業家・蔵内次郎兵衛が別院を建設し、当寺に寄進したのが始まりである。
1952年（昭和27年）には別院の大西真応和尚が当時大分市長であった上田保に協力して別院境内でニホンザルの餌付けを開始。翌1953年（昭和28年）3月15日に高崎山自然動物園が開園した。
1954年（昭和29年）には、本堂建設のため万寿寺別院からサル寄せ場移転を申し入れたが、協議の結果、サル寄せ場を継続する代わりに、損害補償として年間総売上の20%の寄進を受けることが合意されている。
なお、大分市出身の建築家磯崎新が大学在学中の1958年（昭和33年）に、父の知人であった上田から万寿寺別院本堂の設計を依頼されたが、実現していない。